# Le Trou (Ferrières)
Pour les articles homonymes, voir Trou.
Le Trou est un hameau de la commune belge de Ferrières en province de Liège. 
Avant la fusion des communes, le hameau faisait déjà partie de la commune de Ferrières.

## Situation
Ce hameau ardennais se situe à environ 2 kilomètres au sud-est du centre de Ferrières. Il est implanté sur la rive gauche et le versant sud du ruisseau de Cherhalle, un affluent de la Lembrée et au confluent des ruisseaux de Cherhalle et de la Picherotte.

## Description
Le Trou compte une vingtaine de maisons d'habitation (anciennes fermettes en moellons de grès et constructions récentes) dans un environnement de prairies presque entièrement entourées de bois.

## Patrimoine
La chapelle Notre-Dame des Récollets et Saint-Donat appelée aussi chapelle Notre-Dame de Verviers est une petite construction en moellons de grès et encadrement de la porte d'entrée en brique. Elle date de 1796. À gauche de la porte, se dresse une croix en bois avec un Christ en laiton.